# Kepler-32
Kepler-32 là một sao dãy chính kiểu M nằm cách Trái Đất khoảng 1070 năm ánh sáng, trong chòm sao Thiên Nga. Được phát hiện vào tháng 1 năm 2012 bởi tàu vũ trụ Kepler, nó cho thấy khối lượng mặt trời 0,58 ± 0,05 (M☉), bán kính mặt trời 0,53 ± 0,04 (R☉) và nhiệt độ là 3900,0 Kelvin, làm cho nó chỉ bằng một nửa khối lượng và bán kính của các Mặt Trời, hai phần ba số nhiệt độ của nó và 5% độ sáng của nó.

### Hệ hành tinh
| Thiên thể đồng hành (thứ tự từ ngôi sao ra) | Khối lượng | Bán trục lớn (AU) | Chu kỳ quỹ đạo (ngày) | Độ lệch tâm | Độ nghiêng | Bán kính     |
| ------------------------------------------- | ---------- | ----------------- | --------------------- | ----------- | ---------- | ------------ |
| f (chưa xác nhận)                           | —          | 0.013             | 0.742956              | —           | —          | 0.81±0.05 R🜨 |
| e (chưa xác nhận)                           | —          | 0.033             | 2.896009              | —           | —          | 1.5±0.1 R🜨   |
| b                                           | 0.011 MJ   | 0.05              | 5.90124               | —           | —          | 2.2±0.2 R🜨   |
| c                                           | 0.012 MJ   | 0.09              | 8.7522                | —           | —          | 2.0±0.2 R🜨   |
| d                                           | —          | 0.129             | 22.780806             | —           | —          | 2.7±0.1 R🜨   |